# Gama squamiventris
Gama squamiventris är en skalbaggsart som beskrevs av Steinheil 1874. Gama squamiventris ingår i släktet Gama och familjen Melolonthidae. Inga underarter finns listade i Catalogue of Life.